# Refik Anadol
Refik Anadol (Estambul, Turquía, 1985) es un diseñador y artista de medios de comunicación turco-americano. Sus proyectos consisten en algoritmos de aprendizaje automáticos basados en datos que crean entornos abstractos y de carácter onírico. Vive y trabaja en Los Ángeles.

## Primeros años y educación
Anadol nació y se crio en Estambul, Turquía. Recibió una licenciatura de grado de las Artes en fotografía y vídeo y un Máster de grado de Bellas artes en la Universidad Bilgi. Después de sus estudios en Turquía, se mudó a los Estados Unidos para atender el programa de Artes de los Medios de Diseño en la Universidad de California de Los Ángeles donde se le atorgó un segundo Máster de grado de Bellas artes.

## Trabajo
Anadol empezó su carrera creando comisiones permanentes de arte público como 'Representaciones Virtuales', proyecto elaborado en San Francisco, y 'Viento de Boston', pintura de datos en el sur de Boston. Obtuvo atención rápidamente en el mundo del arte debido a su enfoque novedoso e innovador mediante el uso de datos digitales.
Otras instalaciones permanentes de arte público son: 'Interconectados', una pantalla de arte animado de unos 2,147 pies cuadrados en el Aeropuerto Internacional Charlotte Douglas; 'Virtual Applique', situadio en el Centro de Beverly en Los Ángeles; y 'Data de Cristal', una escultura de datos A.I. impresa en 3D y a grande-escala, instalada en el Edificio Portland en Portland, Oregón.
Asimismo, algunas comisiones adicionales incluyen instalaciones provisionales como 'Habitación Infinita', proyecto del Bienal de Estambul del 2015 situado en el Centro de Artes Escénicas Zorlu. Allí creó un entorno immersivo transformando todas las superficies de la habitación en un espacio abstracto, infinito y en movimiento. El proyecto de la 'Habitación Infinita' fue posteriormente exhibido en el SXSW en Austin, Texas.
En 2016 se convierte en artista en residencia en Google y comenzó a usar algoritmos de inteligencia artificial para desarrollar su arte. Ahí desarrolló su primer proyecto con IA titulado Archive Dreaming project.
En 2018, a Anadol se le encargó la creación de una obra para ser proyectada en la Sala de Concierto de Walt Disney como parte de la celebración del centenario de la sinfonía. Para ello creó una escultura de data de 12 minutos de animación que fue nombrada 'Sueños WDCH'. La animación contó con una serie de fotografías extraídas digitalmente, grabaciones de audio y video que se encuentran dentro del archivo de las salas de conciertos.
En 2019, diseñó 'Máquina de Alucinación', una instalación audiovisual immersiva, en Artechouse, un espacio de arte digital situado en el Mercado de Chelsea de Nueva York. El proyecto procesaba datasets de imágenes públicamente disponibles de Nueva York que incluía unas 300 millones de fotos, y 113 millones de otros puntos de dato no procesados. En el mismo año, Anadol creó  'Seoul Haemong', una proyección de 16 minutos en la Plaza de Diseño Dongdaemun (DDP), un edificio de Seúl, Corea del Sur, diseñado por el arquitecto Zaha Hadid, para celebrar las vacaciones del fin de año en Corea.
En 2020, su trabajo formó parte del Melbourne NGV Trienal en Australia. Su proyecto "Memorias Cuánticas", consistió en una pantalla de 35 pies por 35 pies.
En 2021, Anadol fue encargado por la Galería Pilevneli de Estambul para crear "Memorias de una Máquina: Espacio".
Anadol se encuentra en la facultad en la Escuela de Artes de Medios de Diseño en UCLA.

## Premios
Anadol ha recibido varios premios y reconocimiento por su trabajo incluyendo el premio de Mejor visión de la Búsqueda de Microsoft, Premio de Diseño alemán, premio UCLA Arte+Arquitectura, premio de la Universidad de California (Institución de Investigación) de las Artes, SEGD Premio de Diseño Global y Premio a la residencia de artista en arte e inteligencia artificial de Google. En 2021, fue seleccionado para participar en la Arquitectura Bienal en Venecia, Italia.